# Maciej Dymkowski
Maciej Dymkowski (ur. 1947) – polski socjolog i psycholog, pracujący głównie w obszarze psychologii społecznej i historycznej.
Absolwent socjologii na Uniwersytecie Warszawskim. W 1990 habilitował się na Uniwersytecie im. Adama Mickiewicza w Poznaniu na podstawie pracy Samowiedza a psychologiczne konsekwencje ocen. Do 1995 profesor na Wydziale Informatyki i Zarządzania Politechniki Wrocławskiej oraz (do 1997) w Instytucie Psychologii Uniwersytetu Wrocławskiego, członek senatów tych uczelni. W 1997 otrzymał tytuł profesora nauk humanistycznych. 1997-2003 w Instytucie Psychologii Uniwersytetu Opolskiego, od 2003 profesor zwyczajny na Uniwersytecie  SWPS, na Wydziale Psychologii we Wrocławiu, od 2019 profesor emerytowany. 
Wśród otrzymanych nagród: 1979 nagroda  Ministra Nauki, Szkolnictwa Wyższego i Techniki za pracę doktorską Uwarunkowania dynamiki postaw interpersonalnych w grupie; 1990 nagroda Ministra Edukacji Naukowej za osiągnięcia naukowe. 1980-1981 kierownik Zespołu Badań Opinii Związkowej przy władzach regionalnych NSZZ Soildarność we Wrocławiu.
Autor artykułów publicystycznych i popularnonaukowych; część z nich złożyła się na zbiory Szkice psychologa o historii. Wyd. I, Avalon: Kraków 2016 oraz wyd. II poszerzone, Avalon: Kraków 2020; Polityka zakotwiczona w historii, Avalon: Kraków 2024.

## Wybrane publikacje
- The role of self-evaluation certainty in activation of competitive self-verification strategies. Polish Psychological Bulletin 1988.
- Samoświadomość jako modyfikator akceptacji oceniających informacji odnoszonych do "ja". Przegląd Psychologiczny 1993 (wraz z Ewą Tarczyńską).
- Poznawanie siebie: umotywowane sprawdziany samowiedzy. Instytut Psychologii PAN: Warszawa 1993.
- Samowiedza w okowach przywdziewanych masek. Instytut Psychologii PAN: Warszawa 1996.
- The impact of self-presentation effectiveness on subsequent self-beliefs. Polish Psychological Bulletin 1998 (wraz z Sylwią Cisek).
- Między psychologią a historią. O roli złudzeń w dziejach. Scholar: Warszawa 2000.
- Wprowadzenie do psychologii historycznej. GWP: Gdańsk 2003.[3]
- O uniwersalności teorii psychologii społecznej. Psychologia Społeczna 2007.
- Z rozważań psychologa o myśleniu historycznym (też w języku angielskim). Historyka. Studia Metodologiczne 2013.
- O osobliwościach kulturowo uwarunkowanych uniwersaliów psychologicznych. Studia Socjologiczne 2014.
- Z zagadnień psychologii historycznej. Interpretacje historyczne w oczach psychologa. Avalon: Kraków 2015 (wraz z Aleksandrą Poradą).
- O psychologicznych uwarunkowaniach wierzeń religijnych. Czasopismo Psychologiczne 2018.